# Hadena minorata
Hadena minorata là một loài bướm đêm trong họ Noctuidae.